# Deb Miller

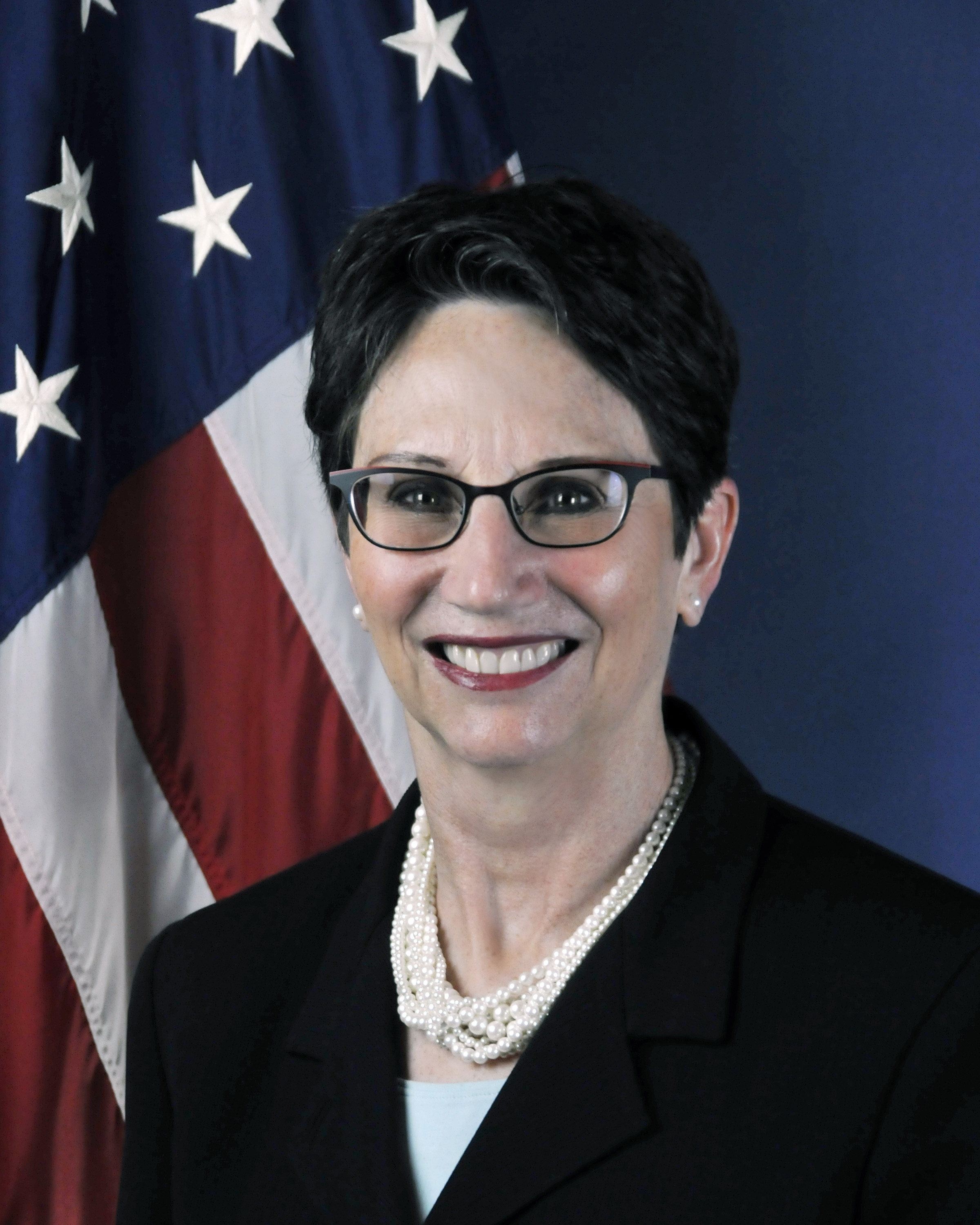
Deb Miller

Debra L. Miller (geboren am 25. Dezember 1954 in Scott City, Kansas, als Debra L. Harrison) ist eine ehemalige Verkehrsministerin des Bundesstaates Kansas und Mitglied der amerikanischen Regulierungsbehörde Surface Transportation Boards.

## Leben
Debra L. Miller studierte von 1973 bis 1974 am Pratt Community College. Danach erfolgte ein Studium an der Kansas State University, dass sie im Dezember 1976 mit einem Bachelor of Arts in Soziologie abschloss. Von Juni 1977 bis Juli 1978 arbeitete sie als Geschäftsführerin des Studentenverbandes von Kansas. Danach war sie bis November 1980 bei Southwestern Bell beschäftigt. Ab November 1980 bis zum September 1984 war sie Strategieberaterin für den demokratischen Gouverneur von Kansas, John Carlin. Anschließend wechselte sie ins Verkehrsministerium von Kansas. Bis März 1986 war sie Assistentin des Verkehrsministers. Danach arbeitete sie als Direktorin für den Bereich Planung und Entwicklung. Mit der Wahl des republikanischen Gouverneurs Mike Hayden endete diese Beschäftigung im März 1997. Vom Februar 1998 bis zum Januar 2003 war sie beim Ingenieur- und Architekturbüro HNTB Corporation tätig. Die neu gewählte Gouverneurin Kathleen Sebelius bestimmte sie im Januar 2003 zur Verkehrsministerin von Kansas. In dieser Position war sie bis zum Dezember 2011, seit Januar unter dem republikanischen Gouverneur Sam Brownback. Von 2012 bis 2014 war sie bei dem auf den Transportbereich spezialisierten Beratungsunternehmen Cambridge Systematics beschäftigt. Zur gleichen Zeit war sie ab Oktober 2011 Beraterin der Eno Transportation Foundation.
Am 25. September 2013 wurde sie von Präsident Barack Obama für den Sitz von Francis P. Mulvey im Surface Transportation Board nominiert. Am 9. April 2014 erfolgte die Bestätigung durch den Senat und am 28. April 2014 trat sie ihre bis zum 31. Dezember 2017 währende Amtszeit an. In der Zeit vom 1. Januar 2015 bis zum 26. Juni 2015 war sie die kommissarische Leiterin der Behörde. Am 31. Dezember 2018 beendete sie nach dem zulässigen Übergangsjahr ihre Tätigkeit im Surface Transportation Board. Danach war sie beim Transportation Research Board beschäftigt. Ab Mai 2019 leitete sie das Public Management Center der University of Kansas. Seit Januar 2022 ist sie außerdem Chair der Kansas Turnpike Authority.
Sie wohnt in Topeka und ist verheiratet. Sie hat einen Sohn aus einer früheren Ehe.